# NGC 6612
NGC 6612 је галаксија у сазвежђу Лира која се налази на NGC листи објеката дубоког неба.
Деклинација објекта је + 36° 4' 45" а ректасцензија 18h 16m 10,9s. Привидна величина (магнитуда) објекта NGC 6612 износи 14,5 а фотографска магнитуда 15,5. NGC 6612 је још познат и под ознакама MCG 6-40-11, CGCG 200-14, 1ZW 204, PGC 61665.